# Parker-Hale M85
Das Parker-Hale M85 ist ein Repetier-Scharfschützengewehr im Kaliber 7,62 × 51 mm NATO des britischen Waffenherstellers Parker-Hale.

## Geschichte
Nachdem britische Scharfschützen im Falklandkrieg das veraltete L42 A1, ein auf das Kaliber 7,62 × 51 mm NATO umgerüstete Rifle No. 4 Mk I, verwendeten, entschied sich die britische Armee zur Anschaffung eines neuen Scharfschützengewehrs. Zur Auswahl standen neben dem M85 das Accuracy International PM, Heckler & Koch PSG1, SIG Sauer SSG 2000 und Remington 700. Im Auswahlverfahren unterlag das Gewehr nur knapp dem Accuracy International PM, welches in der britischen Armee als L96A1 eingeführt wurde.
1990 wurden die Hersteller-Lizenzen für das M85 an den US-amerikanischen Waffenhersteller Gibbs Rifle Company verkauft.

## Technik
Der Lauf ist freischwingend. Der Verschluss basiert auf dem Mauser System 98. Der Schaft besteht aus glasfaserverstärktem Kunststoff und wurde von McMillan Brothers Rifle Company gefertigt, weshalb die Waffe äußerlich dem M40 ähnelt.